# Peugeot Type 31
La Peugeot Type 31 est un modèle d'automobile produit par le constructeur français Peugeot en 1900.